# SV 발트호프 만하임
SV 발트호프 만하임(SV Waldhof Mannheim)은 독일 바덴뷔르템베르크주의 도시 만하임의 축구 클럽으로, 현재 3. 리가에서 활동하고 있다.

## 성적
- 2 분데스리가: 우승 1회 (1983)

## 선수 명단

### 현역
참고: FIFA 자격 규정에 따라 소속된 국가대표팀 국기를 표시합니다. 선수는 복수의 FIFA 비회원국 국적을 가지고 있을 수 있습니다.
| 번호 | 포지션 | 국적     | 이름              |
| ---- | ------ | -------- | ----------------- |
| 18   | DF     | 튀르키예 | 세이한 이지트     |
| 19   | MF     | 코소보   | 아리엔이트 페라티 |

| 번호 | 포지션 | 국적   | 이름            |
| ---- | ------ | ------ | --------------- |
| 26   | DF     | 알제리 | 마데노 알베나스 |

## 역대 감독
| 감독              | 임기        |
| ----------------- | ----------- |
| 펠릭스 라츠케     | 1987 ~ 1988 |
| 클라우스 토프묄러 | 1991 ~ 1993 |
| 울리 슈틸리케     | 1994 ~ 1995 |
| 안드레 에글리     | 2001 ~ 2002 |